# بی‌جی برتون
بی‌جی برتون (انگلیسی: BJ Burton) تهیه‌کننده موسیقی، ترانه‌نویس، موسیقی‌دان، مهندس و میکسر آمریکایی است. او در طول حرفه خود با هنرمندانی از جمله بون ایور، مایک ویل مید ایت، چارلی ایکس‌سی‌ایکس، بنکس، مایلی سایرس، لو و تیلور سوئیفت همکاری داشته‌است.